# بيسر اوميراجيتش
بيسر اوميراجيتش (مواليد 20 يناير 2002) هو لاعب كرة قدم سويسري يلعب كمدافع في نادي زيورخ.

## روابط خارجية
- بيسر اوميراجيتش على موقع الاتحاد الأوربي (الإنجليزية)
- بيسر اوميراجيتش على موقع إي إس بي إن إف سي (الإنجليزية)
- بيسر اوميراجيتش على موقع قاعدة بيانات كرة القدم.إي يو (الإنجليزية)
- بيسر اوميراجيتش على موقع ليكيب (الفرنسية)
- بيسر اوميراجيتش على موقع ناشيونال فوتبول تيمز (الإنجليزية)
- بيسر اوميراجيتش على موقع Soccerbase.com (لاعب) (الإنجليزية)
- بيسر اوميراجيتش على موقع Soccerway.com (الإنجليزية)
- بيسر اوميراجيتش على موقع عالم كرة القدم.نت (الإنجليزية)